# Juri Walentinowitsch Lontschakow
Juri Walentinowitsch Lontschakow (russisch Юрий Валентинович Лончаков, wiss. Transliteration Jurij Valentinovič Lončakov; * 4. März 1965 in Balchasch, Kasachische SSR, UdSSR) ist ein ehemaliger russischer Kosmonaut. Seit dem Jahre 2014 ist er Leiter des Juri-Gagarin-Kosmonautentrainingszentrums.

## Militärische Ausbildung
Juri Lontschakow trat nach seinem Schulabschluss 1982 der sowjetischen Luftwaffe bei. Er diente als Fallschirmspringer und Pilot und wurde 1997 ins Kosmonautenkorps aufgenommen.

## Kosmonautentätigkeit
Sein erster Raumflug war an Bord eines Space Shuttles mit der Mission STS-100, die die Internationale Raumstation besuchte. Lontschakow stattete der ISS 2002 mit Sojus TMA-1 einen weiteren Besuch ab.
Seit 27. Oktober 2003 war er Kommandeur der Kosmonautengruppe des Kosmonautentrainingszentrums.
Lontschakow war in der Ersatzmannschaft der 18. Langzeitbesatzung für die Internationale Raumstation. Anfang Mai 2008 erkrankte der als Kommandant vorgesehene Salischan Scharipow und Lontschakow rückte nach. Am 12. Oktober 2008 startete er mit Sojus TMA-13 zur ISS, die Rückkehr erfolgte am 8. April 2009.
Am 6. September 2013 wurde bekannt, dass Lontschakow bei Roskosmos gekündigt hat und zum 14. September ausscheidet. Bis dahin war er für einen Flug zur ISS im Rahmen der ISS-Expeditionen 43 und 44 mit dem Raumschiff Sojus TMA-16M vorgesehen. Danach war er Assistent des Leiters von Roskosmos, Oleg Ostapenko, der ihn am 1. April 2014 als Direktor des Juri-Gagarin-Kosmonautentrainingszentrums einsetzte.

## Privates
Lontschakow ist verheiratet und hat einen Sohn. Seine Hobbys sind Bücher, Reisen, Ski fahren, Gitarre spielen, Astronomie und Fotografieren.